# Darvas Magda
Darvas Magda (Budapest, 1922. szeptember 9. – Budapest, 1992. március 15.) magyar színésznő.

## Életpályája
1951-től az Állami Faluszínház, majd a jogutód Állami Déryné Színház társulatának tagja volt. 1961-től a Tarka Színpad szerződtette. 1964-től a Bartók Gyermekszínházban szerepelt. 1974-től 1978-ig Mikroszkóp Színpad tagja volt. Fellépett: az Állatkerti Szabadtéri Színpadon, az Espresso Színpadon és a Kamara Varietében is. Epizodistaként számos filmben szerepelt, nyugdíjas színésznőként is foglalkoztatták, utolsó éveiben a Madách Színházban játszott. 

## Fontosabb színházi szerepei
- Molière: Tartuffe... Elmira
- Molière: Dandin György, avagy a megcsúfolt férj... Angelika
- George Bernard Shaw: A szerelem komédiája (Szerelmi házasság)... Banche
- Federico García Lorca: Bernarda Alba háza... Koldusasszony
- Harriet Beecher Stowe: Tamás bátya kunyhója... Fanny
- Dario Niccodemi: Tacskó... Emilia
- Nicola Manzari: Pablito nővérei... Agnese
- Jurij Burjakovszkij: Üzenet az élőknek... Anna
- Eötvös József: Hű szerelmesek (Éljen az egyenlőség)... Ila
- Jókai Mór: Az aranyember... Tímea
- Molnár Ferenc: Az üvegcipő... Második hölgy
- Molnár Ferenc: Az ördög... Vendég
- Móricz Zsigmond: Légy jó mindhalálig... Csicsó, IV. b. oszt. tanuló
- Bókay János: Feleség... Helén
- Tóth Miklós – Abay Pál – Horváth Jenő – Rákosi János: Balatoni Rómeó... Éva
- Tabi László – Erdődy János – Innocent-Vincze Ernő: Űrmacska... Újságírónő
- Rácz György – Behár György – Nádasi László – Gál Zsuzsa: Játsszunk valami mást!... A balettmesternő
- A varieté csillagai (kabaré)... szereplő
- Magától nem megy (kabaré)... szereplő
- 'Folyt.köv.' (kabaré)... szereplő
- Ki fog gólt lőni? (kabaré)... szereplő
- 60. szimfónia... szereplő
- J. D. Salinger-est... közreműködő

## Filmek, TV
- Gerolsteini kaland (1957)
- Gömböc (1961)
- Elektra (1963)
- Othello Gyulaházán (1966)
- Könnyű kis gyilkosság (1967)
- Mondd a neved (1967)
- VII. Olivér (1969)
- Öt férfi komoly szándékkal (1972)
- Öt férfi komoly szándékkal (1972)
- Tűzoltó utca 25. (1973)
- Árvácska (1976)
- Robog az úthenger (sorozat)

- Balatoni betyárok című rész (1977)
- A 78-as autóbusz útvonala (1977)
- Abigél (1978)
- Fábián Bálint találkozása Istennel (1980)
- Aranykor (1984)
- Nyolcadik stáció (1984)
- Anna Karenina (1985)
- Mata Hari (1985)
- Bernarda Alba háza (1987)
- Nyolc évszak (sorozat)

- 6. rész (1987)
- Kreutzer szonáta (1987)
- Gyermek születik (1987)
- Hanna háborúja (1988)
- Szomszédok (sorozat)

- 45. rész (1989)
- 84. rész (1990)
- Édes Emma, drága Böbe
- Az utolsó táltos (1992)